# Hans van Tongeren
Johannes Adrianus Maria (Hans) van Tongeren (Breda, 18 januari 1955 – Amsterdam, 25 augustus 1982) was een Nederlands acteur.
Van Tongeren debuteerde in 1980 in de film Spetters van regisseur Paul Verhoeven. Hierin speelde hij de rol van Rien, een motorcrosstalent dat als gevolg van een ongeval verlamd raakt en in een rolstoel terechtkomt. Rien pleegde in de film zelfmoord door op de snelweg zich voor een vrachtwagen te rijden. Van Tongeren kreeg de rol op voorspraak van castingdirector Hans Kemna, die door herhaalde pleidooien bij producent Joop van den Ende de jonge acteur in de aandacht wist te krijgen.
Na het succes van Spetters speelde Van Tongeren nog enkele bijrollen in diverse Nederlandse films. In 1982 speelde hij mee in de Amerikaanse productie Summer Lovers, met als tegenspelers Peter Gallagher en Daryl Hannah. 

## Overlijden
Op 25 augustus 1982 maakte hij een eind aan zijn leven. Volgens de media in die tijd vereenzelvigde Van Tongeren, die een aantal malen in psychiatrische klinieken was opgenomen, zich te veel met de rollen die hij speelde. Net voor zijn overlijden was hij gecast voor de film Van de koele meren des doods, waarin hij net als in Spetters een zelfmoordenaar zou spelen. Hans van Tongeren werd in stilte in zijn geboorteplaats begraven. Op zijn graf staat alleen zijn naam.

## Filmografie
- Spetters (1980) – Rien Hartman
- Het oponthoud (televisiefilm, 1982) – Lex
- Summer Lovers (1982) – Jan Tolin
- De smaak van water (1982) – Stagiair
- Pim (televisieserie) – Assistent (1983)